# Жук у Жаманак
Жук у Жаманак (арм. Ժուկ ու Ժամանակ) — «в армянской мифологии персонификация времени». 
Жук у Жаманак является седовласым старцем, сидящим на вершине высокой горы или на небе и дежащим в одной руке белый, а в другой — чёрный клубок. По одной стороне горы он спускает белый клубок, а по другой поднимает чёрный. Как только белый клубок, который символизирует дневное небо и день полностью разматывается и достигает основания горы, то восходит Солнце и наступает день. Когда же Жук у Жаманак наоборот сматывает белый клубок, а чёрный, символизирующий ночное небо и ночь, разматывает и вниз спускает, то Солнце заходит и наступает ночь.